# Популяція горицвіту біля села Аскарово
Популяція горицвіту біля села Аскарово (башк. Асҡар ауылы эргәһендә умырзая популяцияһы, рос. Популяция горицвета у с. Аскарово) — державний природний ботанічний заказник у Республіці Башкортостан. Розташований поблизу с. Аскарово Абзеліловського району. Утворений Постановою Ради Міністрів Башкирської АРСР від 22.05.1970 № 234 «Про охорону заростей цінних лікарських рослин в Башкирській АРСР».
Ботанічний заказник організований за пропозицією московського ботаніка О.П. Пошкурлата з метою охорони цінної лікарської рослини — горицвіту весняного. Заказник розташований на вершині і західному макросхилі хребта Крикти.
Горицвіт весняний проростає на даній території у складі різнотрав'я степових ділянок. Цьому сприяє помірний випас коней. Також тут проростають й інші лікарські рослини, як душиця, звіробій. Зустрічаються також рослини, що занесені до Червоної книги Республіки Башкортостан. 
Заказник має ресурсне та наукове значення. Режим охорони встановлений Положенням про державні природні заказники в Республіці Башкортостан, затвердженим постановою Кабінету Міністрів Республіки Башкортостан від 26 лютого 1999 року № 48.